# سیارک ۲۲۲۲۷
سیارک ۲۲۲۲۷ (به انگلیسی: 22227 Polyxenos، نامگذاری:5030T-2) بیست و دو هزار و دویست و بیست و هفتمین سیارک کشف شده‌است که در ۲۵ سپتامبر ۱۹۷۳ کشف شد.
قدر مطلق سیارک برابر ۱۱٫۴۰ است.